# Parc national de Thethi
Le parc a été regroupé avec le parc national de la vallée de Valbona et la réserve naturelle de Gashi pour former le parc national des Alpes albanaises.
Le parc national de Thethi, déclaré parc national en 1966, est situé au nord de l'Albanie dans les Alpes albanaises. Le parc, d'une superficie de 26,3 km2, tire son nom de la rivière Thethi qui le traverse. Le parc a été créé pour protéger divers écosystèmes ainsi que le patrimoine culturel et historique de la région. Il est dominé par un terrain élevé, avec une grande variété de caractéristiques naturelles, vallées, rivières, montagnes, cascades, forêts denses et formations rocheuses.

## Description
La superficie du parc, fondé en 1966, est de 26,3 km2. L'altitude du parc, qui fait partie des Alpes dinariques, varie entre 1 200 mètres et 2 500 mètres.
Le parc, traversé par la rivière Thethi, est situé à environ 70 km de la localité de Shkodra. On y trouve la cascade de Grunas (ou Grunasi) qui est haute d'environ 30 mètres,. Le parc est également une réserve ornithologique.

## Flore
Le parc est un des quinze parcs nationaux en Albanie. On y trouve de nombreuses espèces endémiques. Malgré sa superficie limitée, le parc se distingue par une flore très diversifiée avec des estimations qui varient entre 1 500 et 1 650 espèces de plantes dont 70 espèces sont menacées. Thethi fait partie d'un grand écosystème préservé qui est principalement intact, resté vierge. Parmi les espèces végétales du parc, on trouve le pin de Bosnie, l'ancolie amaliae, l'airelle myrtille, le hêtre européen, l'ancolie commune, l'ancolie dinarica, la gentiane jaune, le sapin blanc, le Germandrée (Teucrium arduini), le myrtillier européen, le genévrier nain et la violette dukadjinica.

## Faune
Seules vingt espèces de mammifères ont été recensées sur le territoire du parc. Parmi eux, le lynx, quinze ours, cinquante chamois, le loup, la chèvre sauvage et le chevreuil. Cinquante espèces d'oiseaux ont été observées, avec des rapaces tels que le vautour fauve, l'aigle royal, le faucon crécerellette, et aussi la sittelle, le merle, la pie grièche écorcheur, le grand tétras et la perdrix des rochers. En raison des hivers rigoureux, le parc a peu d'espèces de reptiles et d'amphibiens. Au total, dix espèces de reptiles et huit espèces d'amphibiens résident dans le parc, notamment la salamandre alpine, la grenouille rousse, le triton alpin et la truite brune.

## Galerie

Panorama
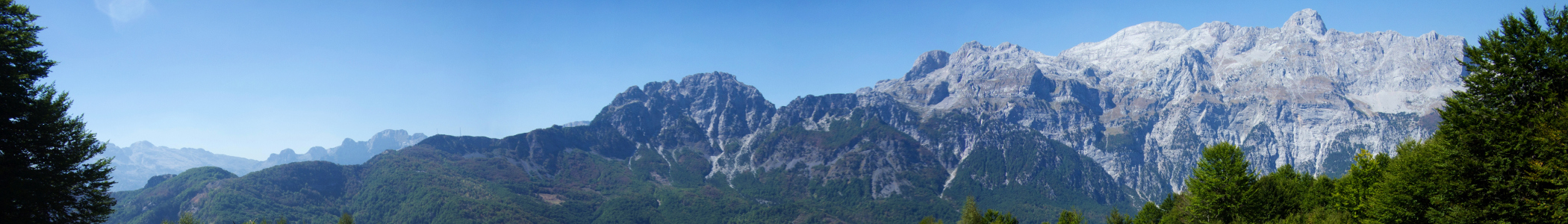
Monts Thethi
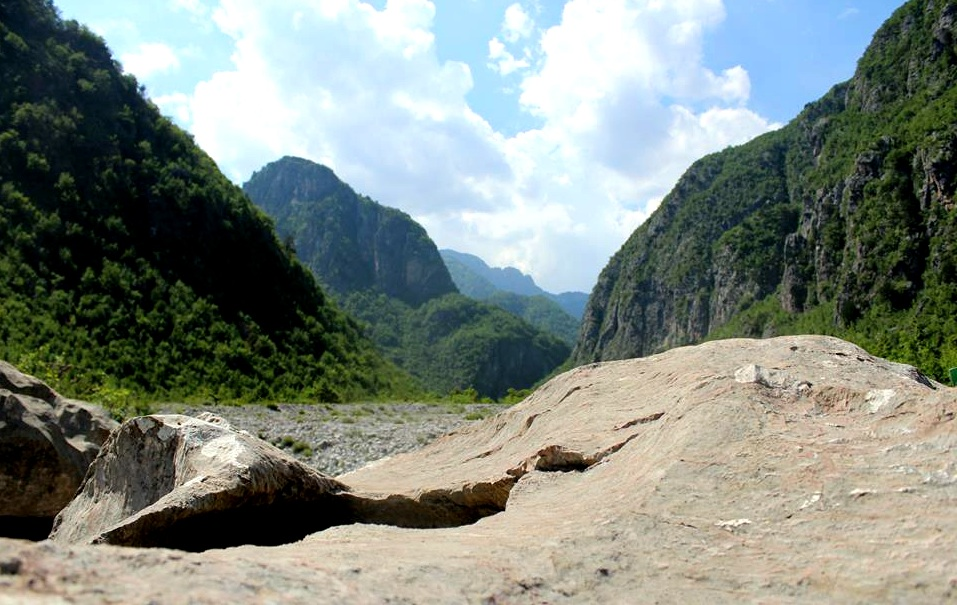
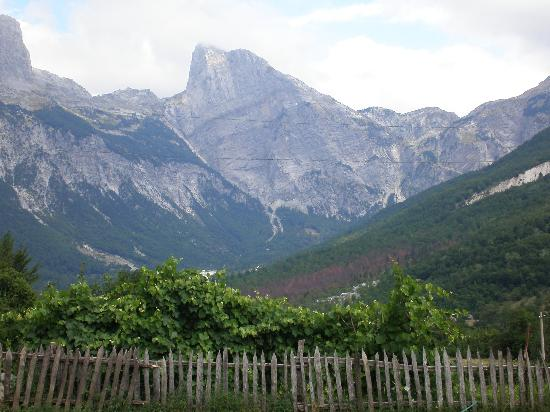
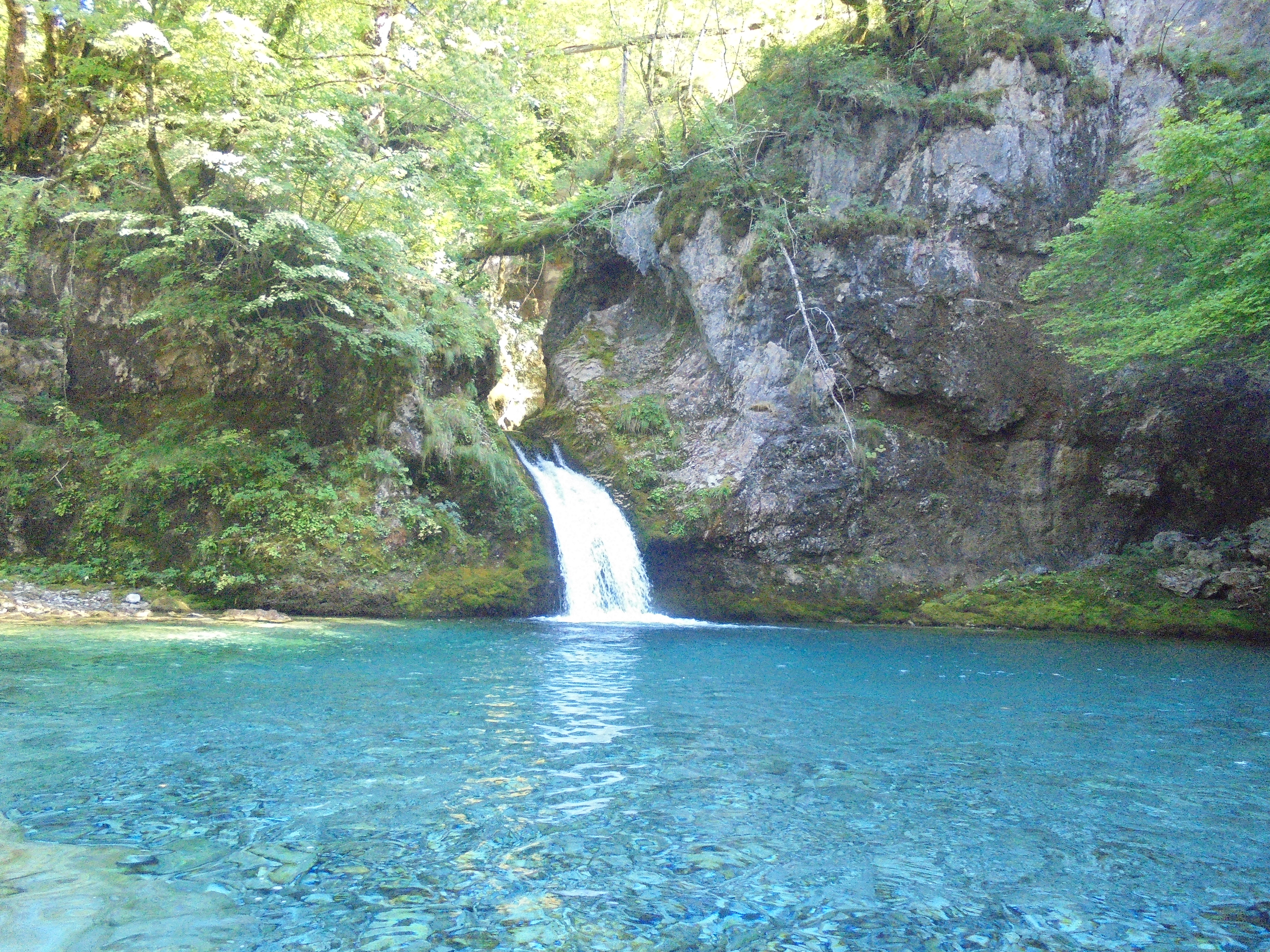
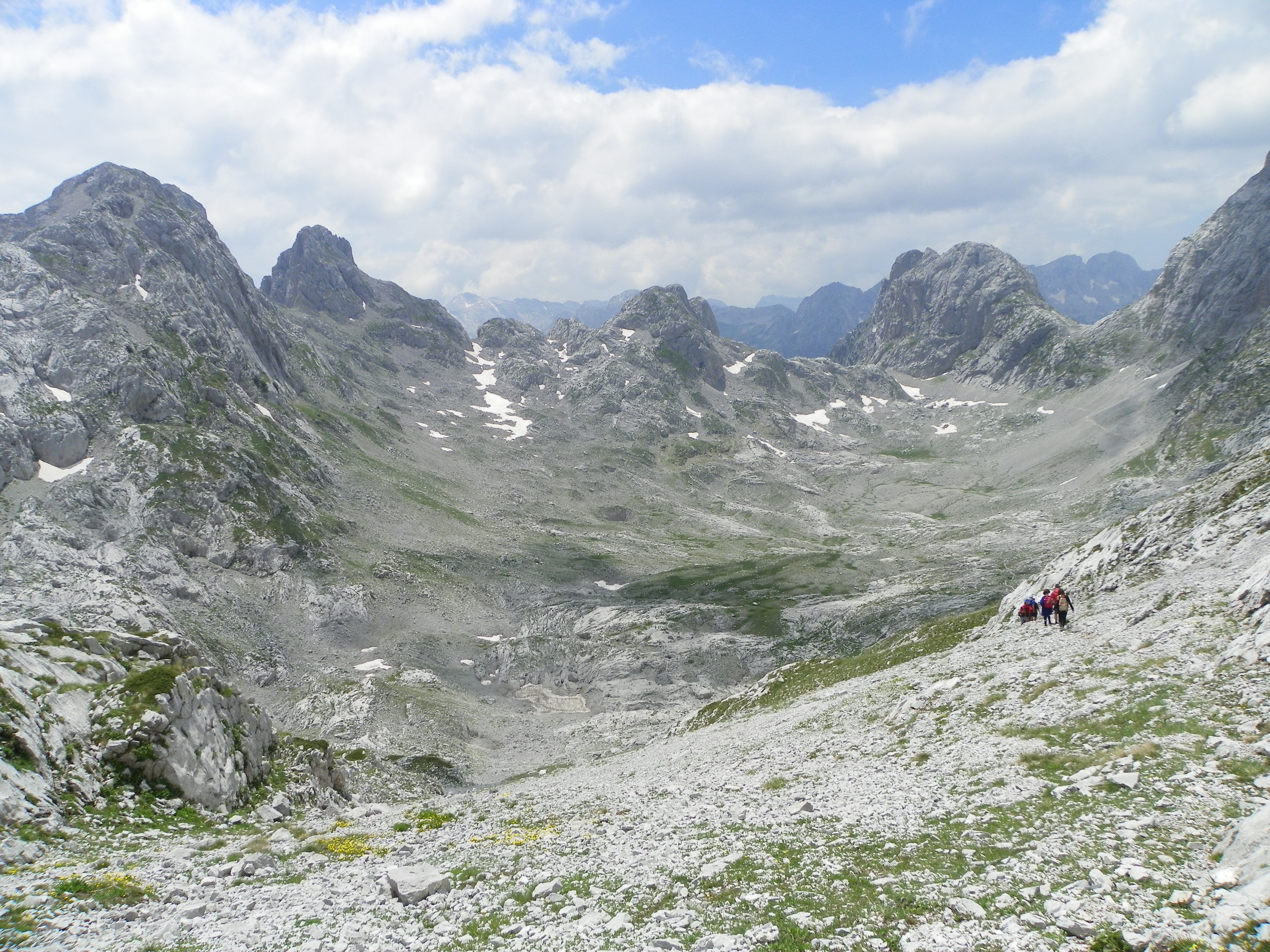
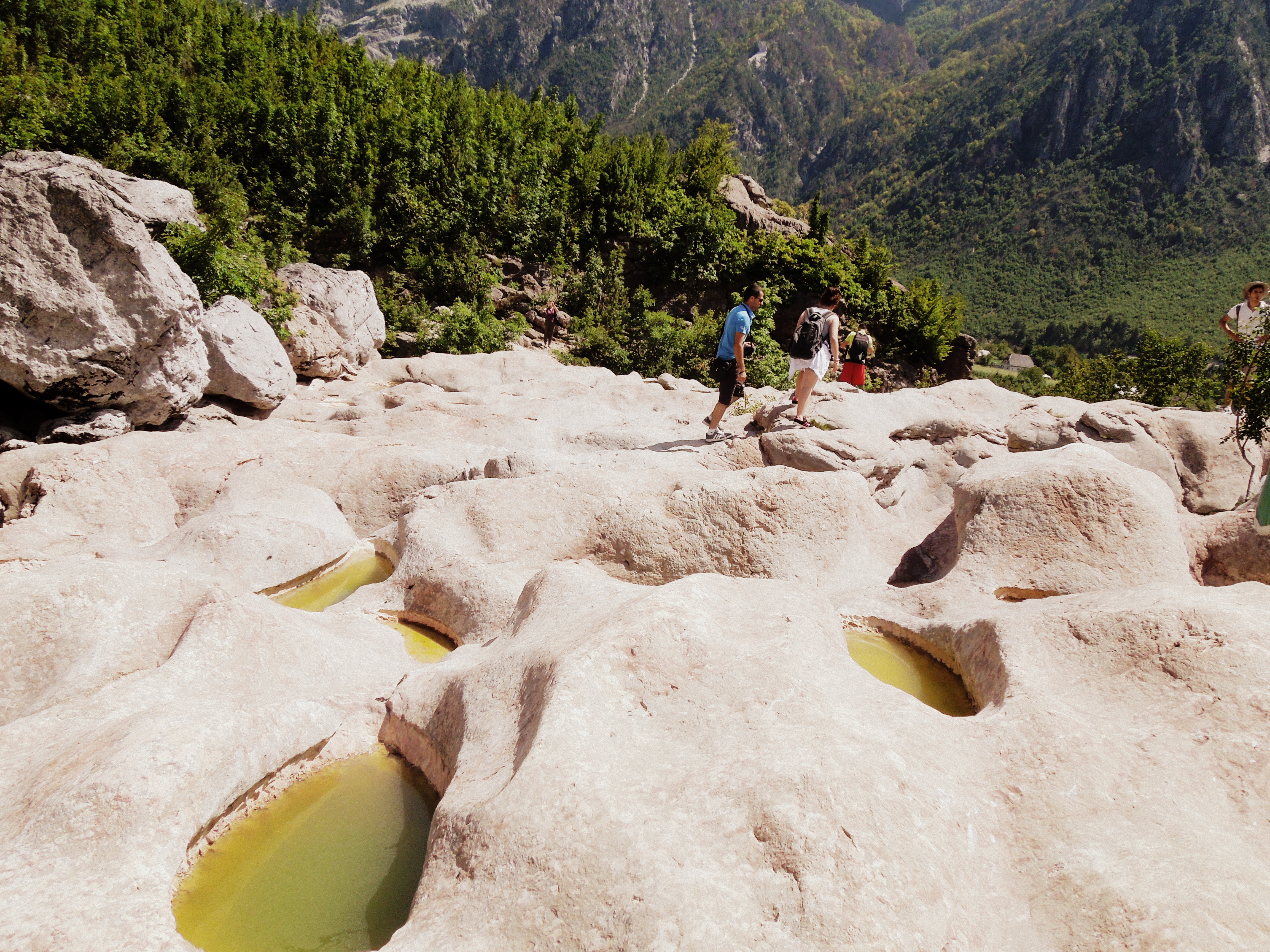
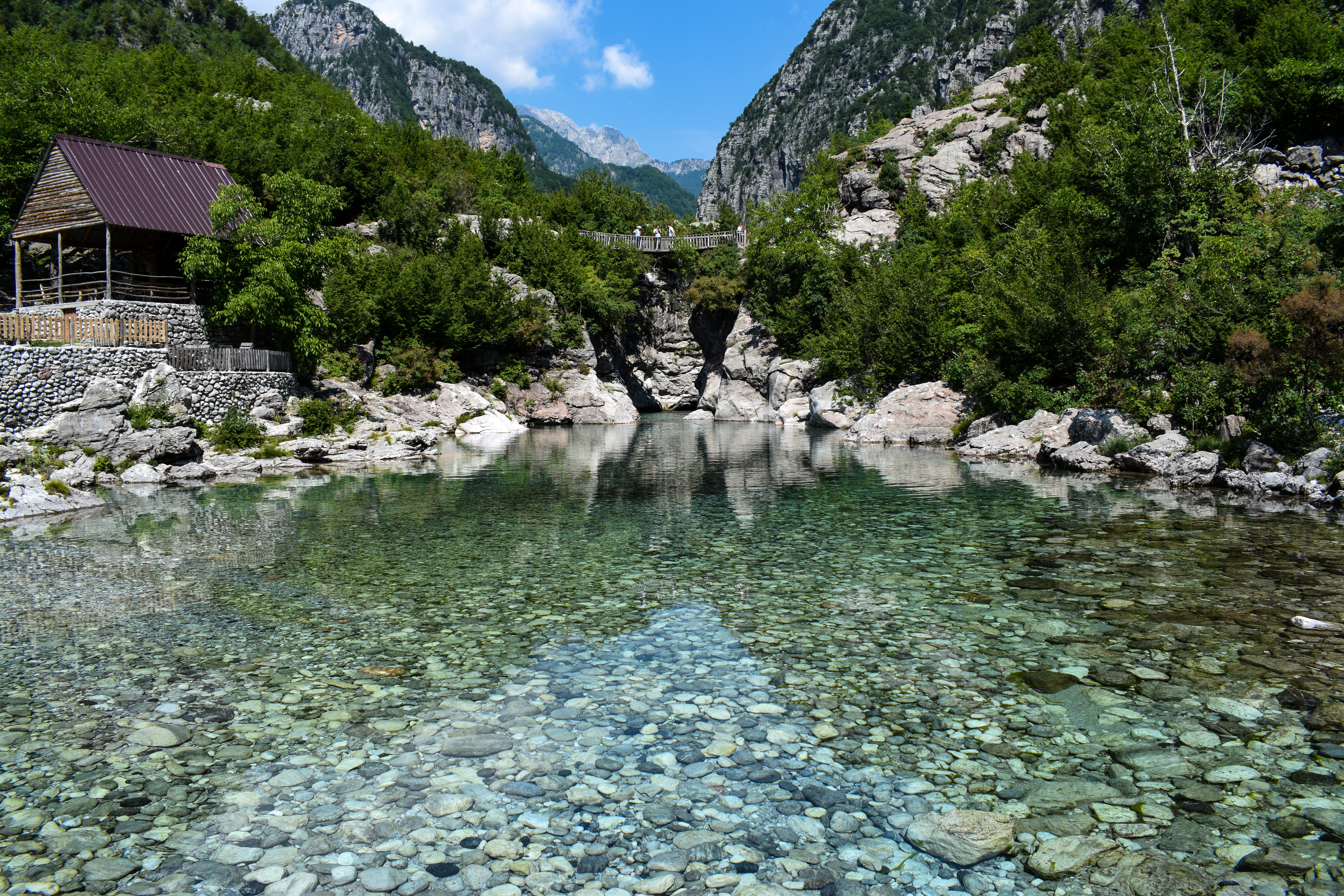